# Ландрат
Ландра́т (нім. Landrat, [lantʀaːt]) — керівник управи ландкрайса, самоврядного утворення другого рівня в Німеччині. У цій функції ландрат здійснює представництво ландкрайса у відносинах з іншими органами державної влади та організаціями. Адміністраитвне законодавство більшості німецьких земель розглядає посаду ландрата як виборну посаду системи місцевого самоврядування, яка поза тим ще й виконує функції керівника державної адміністрації на території ландкрайса (принцип подовженої руки держави). Слово Ландрат вживається окрім того ще й в багатьох, в основному північнонімецьких, землях для означення установи, якою керує ландрат. В південнонімецьких землях звичною є назва Ландратсамт.

## Функції
Правовий статус і випливаючі з нього повноваження, функції і компетенції ландрата залежать від правових норм кожної окремої землі, оскільки німецька конституція відносить законодавче регулювання адміністративних відносин та місцевого самоврядування до виключних компетенцій федеральних земель.
В більшості земель ландрат має подвіну функцію: з одного боку він є виборною посадою місцевого самоврядування, з іншого — державною посадовою особою нижчого рівня. В межах своєї першої функції ландрат веде засідання крайстаґу — представницького органу місцевого самоврядування -, здійснює представництво ландкрайса як самоврядного утворення у його відносинах з іншими самоврядними утвореннями, органами державної влади та іншими державними чи приватними організаціями, координує виконання рішень і постанов крайстаґу, а також вирішує поточні справи адміністрації. Щодо виконання цих завдань і повноважень ландрат є відповідальним перед крастаґом та його комітетами.
В межах другої функції ландрат є частиною єдиної системи державної адміністрації землі, підпорядкований органам державного управління середнього і вищого рівня і відповідальний перд ними. Відповідальність ландрата перед крайстаґом та контрольні функції останнього на цю сферу діяльності ландрата не розповсюджуються.
В землях Нижній Саксонії, Саксонії, Саксонії-Ангальт та Саарі подвійна функція ландрата відсутня, він є «чистою» виборною посадою місцевого самоврядування.
В містах на правах ландкрайса (вільні міста) функцію ландрата здійснюють відповідні представницькі органи міського самоврядування. Подвійність цієї функції відсутня в таких випадках в усіх землях.